# Караимы Турции
Караимская община Турции — компактное поселение караимов в Стамбуле, история возникновения которого восходит к IX веку.

## Историческая судьба караимской общины Турции
Караимы поселились в Стамбуле более 1000 лет назад — в IX веке.

### История общины в XII—XIX вв.
В это время караимская община была уже достаточно многочисленна (в XIV веке в Стамбуле насчитывалось 7 кенас). Община Крыма в этот период также была велика (в XV веке в Солхате проживало 2000 караимов, которые содержали 2 кенасы и четыре религиозные школы, так называемые мидраши). Большая часть стамбульских караимов проживала в это время в квартале Кара Кой.
После захвата Константинополя османами в 1453 году караимская община продолжала развиваться, в основном, под руководством семьи Башиячы. Позднее центр караимского мира переместился в Крым и Восточную Европу. Роль караимской общины Стамбула при этом отошла на второй план.
В начале XVII среди наиболее активных членов общины можно выделить членов семьи Беги: Моисей бен Бенджамин Беги, Иосиф бен Моисей Беги, Элия Афида Беги; Самуэль Беги был гахамом.
Свидетельства путешественников:
- 1642 г. — пилигрим Самуэль Бен Давид присутствовал на Пасхе.
- 1654 г. — Моисей Элия га-Леви дал описание общины (он присутствовал на церемонии обрезания в местной кенассе).
- 1685, 1687 гг. — Бенджамин бен Элия провёл 150 дней в Стамбуле.
- В 1831-32 гг. вследствие восстания феллахов в 1834 году почти все караимы Иерусалима переехали в Стамбул.
- 1839 г. — шотландские миссионеры Бонар и МакЧейни оценили число караимских домохозяйств в одну сотню. Все они находились в пригороде Хаскёй. Они так описывают встречу с караимами: «Мы достигли верхней части залива Золотой Рог, чтобы побывать в квартале Хаскёй и скоро достигли караимской синагоги. Здесь мы встретили евреев, общей численностью 80 человек. Их обувь была оставлена возле двери… Все они сидели во время проповеди своих священников». Миссионеры были приглашены гахамом Исааком Когеном в его дом, «чистое и просторное жилище». Он бегло говорил на иврите и перевёл Пятикнижие на турецкий.
- 1856 г. — Л. А. Франкль насчитал в Стамбуле 200—250 человек (50 дворов). Он нашёл караимскую кенаса более чистой, чем синагогу сефардистов, а службу — восточной по стилю. Её проводил человек, произносящий слова молитвы нараспев и касающийся лбом земли.

### Динамика численности общины
- 1839—400-500 человек (100 дворов), по свидетельствам шотландских миссионеров Бонара и МакЧейни;
- 1856—200-250 человек (50 дворов), приблизительно оценил Л. А. Франкль
- 1955—350 человек
- 1982 — 80 человек
- 2004 — 80 человек

### История общины в новейшее время
В 1900 году султан Абдул-Хамид II предоставил караимской общине статус религиозного независимого меньшинства и во главе его был поставлен джемаат баши (для Стамбула и провинций).
После русской революции и второй мировой войны в местную общину влились вновь прибывшие караимы из России. Так, в 1919 г. в Стамбуле проживала семья Симы Минаш, в том числе и его дочь-художница Женя Минаш.
В 1955 году караимская община состояла из 350 человек.
В 1960-70 гг. караимы покинули квартал Хаскёй; жизнь общины приходит в упадок.
В 1982 году в Стамбуле оставалось только 80 караимов.
Сегодня караимская община Стамбула насчитывает около 80 человек, чьими отцами и матерями являются караимы. Община придерживается чрезвычайно строгих правил в отношении смешанных браков: вступивший в такой брак теряет членство в общине и не может быть похороненным на караимском кладбище. Из-за отсутствия караимского религиозного суда, в современной Турции, принятие караимства невозможно. В этой связи, многие турецкие караимы ищут спутников жизни в Израиле. Браки с крымскими караимами в общине не признаются, так как в СССР не практиковались религиозные браки и невозможно проследить чистокровность современных караимов проживающих в странах СНГ. Несмотря на это, ассимиляция продолжается, из 80 человек, проживающих в Стамбуле, было создано только 12 караимских семей. Однако, по устному сообщению активистки общины Маргорит Леви община очень сплочена и состоятельные караимы поддерживают неимущих.
В прошлом, караимы были торговцами (в частности, жемчугом), ремесленниками (ювелирами), и коммивояжёрами; многие из тех караимов бывали в Одессе по торговым делам, но их также часто можно было встретить среди лиц свободных профессий. Ныне наиболее популярными профессиями среди караимской молодежи являются медицина и ювелирное дело. На крытом рынке Стамбула, до сих пор сохранилась т. н. «Караимская» улица, на которой работает несколько ювелирных магазинов принадлежащих караимам.
Активные члены караимской общины в Турции:
- Бенджамин Леви
- Маргорит Леви-Яфет
- Сеня Яфет, доктор
- Якуб Танатар

## Связь караимских общин Турции и Крыма
История караимов Стамбула (Константинополя) очень длинна и непосредственно связана с историей крымских караимов. Б. С. Ельяшевич описал вклад караимов Константинополя (Стамбула) в развитие караимской культуры.
Такие известные личности, как вероучитель Аарон I (1260—1320 гг., Солхат-Константинополь) и поэт Эрак (который перевёл «Бахчисарайский фонтан» А. С. Пушкина на турецкий язык) жили и в Стамбуле, и в Крыму.
Впоследствии (в XII—XV вв.) караимы Стамбула и Крыма активно сотрудничали в сфере создания религиозной литературы. Так, книги «Зехер рав», «Мифтах шерше лешон хаиври», «Сифре хахинух ле-петах тихва» были изданы в Стамбуле во времена правления султана Махмуда. Ветхий завет на тюркском языке крымских караимов, молитвенники и основополагающие работы караимских учёных были опубликованы в Крыму. Все эти издания субсидировались караимами Стамбула и Крыма.
Современный этап:
- В 1998 году стамбульскую кенассу посетил композитор Авраам Кефели
- Посол Литвы Галина Кобецкайте также посетила общину караимов в Турции.

## Религиозная жизнь общины
В XIV веке в Стамбуле насчитывалось 7 кенас, в то время как в XV веке в Солхате проживало 2000 караимов, которые содержали 2 кенасы и четыре религиозные школы (мидраши).
Среди учёных, вышедших из общины стамбульских караимов, выделялись Аарон I (Аарон Старший га-Рофе бен Иосеф), Аарон II (Аарон Баал га Дерашот), Аарон бен Элиа и Элиягу Башиячи (Элиягу Башиячи бен Моше бен Менахем из Адрианополя).
Книги «Эц Хайим», «Ганн Эден» и «Кетер Тора», принадлежащие перу Аарона из Никомедии и сочинение «Аддерет Элиягу», написанное Элиягу Башиячи уважались и имели огромный вес в религиозных диспутах.
Сегодня, несмотря на то, что караимы не принимают в общину прозелитов, продолжается ассимиляция.
См. также: Кенасса в Стамбуле

### Гахамы
- Самуэль Беги, 1642 г.
- Симха бен Соломон, 1772 г.
- Исаак Коген, 1839 г.

## Язык
До появления турок византийские караимы говорили на греческом языке. Во времена турецкого владычества они перешли на турецкий.
А. Фиркович пытался ввести в качестве языка богослужения в местной кенассе крымский диалект караимского языка. Он встретил определённое сопротивление сообщества, и вынужден был отказаться от этой идеи.
На тюркский язык крымских караимов повлиял османский язык. Таким образом, вследствие контактов крымских и стамбульских караимов происходила взаимная ассимиляция.

## Известные караимы, жившие в Турции
- Шапшал Серайя Маркович
- Абрахам Фиркович
- Аарон Старший га-Рофе бен Иосеф (1260 г., Солхат — 1320 г., Константинополь; врач и поэт; автор работы «Мивхар», ок. 1294 г.)
- Аарон Баал га Дерашот (автор работы «Иггерет га Араиот» (XIII век), посвящённой тесным близкородственным бракам).
- Иегуда Гадасси Гаавель бен Элиягу Гадасси[англ.] (поэт, автор книги «Эшкол га Кофер» (XII век)).
- Иегуда Бен Элиезер Челеби (автор работы «Этот Лигуды», также посвящённой тесным близкородственным бракам)
- Элиягу Башиячи бен Моше бен Менахем из Адрианаполя (автор работы «Адерет Элиягу» (XV век) — кодекс караимских законов)